# Мило Јововић (пјесник)
Мило Јововић (Гретва, данас Бар, 28. септембар 1866 — Бар, 3. март 1916) био је српски романтичарски пјесник римокатоличке вјере, један од утемељивача Српске народне читаонице у Бару и чиновник.

## Биографија
Када је имао дванаест година, након што је град присаједињен Црној Гори (1878 у Бару је отворена „Обшта српска основна школа”.
Након што је учитељу Душану Бркановићу показао да зна да пише и чита, уписан је у други разред. Није послушао католичког свештеника Јосипа Коловића, који је својим вјерницима бранио да похађају ову школу.
На подстицај Томе Ораовца, који је једно време боравио у Бару, као ученик четвртог разреда (1881) је почео да пише песме. Тешко је долазио до књига, па је због тога велики значај за њега имало оснивање Барске народне читаонице, чији је иницијатор био Томо Ораовац. На дан када је читаоница свечано отворена, Мило Јововић, Реџеп Шеховић и Карло Дамјановић, као ученици четвртог разреда су од првог библиотекара, свог учитеља Душана Бркановића тражили да се одмах учлане, приложивши новац, због чега су уписани међу осниваче читаонице.
Почео је да објављује своје пјесме у готово свим онда познатим листовима и часописима на српском језичком подручју.
Када је  1888. године Бар посетио Јован Јовановић Змај, Мило Јововић му је прочитао неколико својих пјесама, које је Змај похвалио, што му је дало нови подстрек за поетско стваралаштво.
Неко вријеме се налазио у печалби у Цариграду. Повратком у домовину био је службеник у Барској надбискупији и монополу дувана. Писао је дјечје и родољубиве пјесме.  (Голуб, Босанска вила, Наше доба, Грађанин, Луча, Српски магазин, Књижевни лист, Цетињски вјесник, Зета и др.).
Владар Црне Горе, Никола I Петровић Његош га је одликовао Орденом за ревност.
Умро је почетком 1916. године, од посљедица тешког рањавања, када је Бар бомбардован са аустријских бродова. Спремао се да објави збирку песама, која није објављена због ратних прилика и његове преране смрти.
Од 2016. једна улица у Бару носи његово име.

## Дјела
Писао је љубавну и дечју поезију, али је пажњу јавности највише привукао својим родољубивим пјесмама у којима је чест јунак био „витешки књаз” Никола Петровић. Као пјесник романтичарског заноса, искрено је волео своју домовину Црну Гору, њену владарску кућу Петровића, своју хришћанску (католичку) вјеру и српски народ из којег је потекао.
Објављивао је своје пјесме од 1892. до 1914. године, у разним листовима и часописима, као што су „Голуб”, „Босанска вила”, „Наше доба”, „Грађанин”, „Луча”, „Српски магазин”, „Књижевни лист”, „Цетињски вјесник”, „Зета”, „Омладина”, „Ђачки напредак”, „Невесиње” и други.
Године 1903, по пропасти Илинденског устанка, написао је пјесму „Маћедонији”, о осветничким зулумима Османлија и ћутању европских сила.

### Голуб
Најпре је јула 1892. почео да сарађује у Сомборском „Голубу”, листу за српску младеж, васпитног и родољубивог духа, где је сарађивао све до 1910. године. У „Голубу” су му објављени:
- „Чудан сан”[10]
- „Пјаница”[11]
- „Косовска опомена”[12]
- „Није Србин”[13]
- „Не плашим се”[14]
- „Поздрав роду”[15]
- „Слога”[16]
- „Љенивцу”[17]
- „Протекло је пет вјекова”[18]
- „Братимска љубав”[19]
- „Светоме Сави”[20]
- „Српско име”[21]
- „Србину”[22]
- „Малом Српчету”[23]
- „Српчету”[24]
- „У туђини”[25]
- „Голубу”[26]
- „Мало Српче”[27]
- „Мајци”[28]
- „Не клони...”[29]
- „Не дичим се”[30]
- „Роду”[31]
- „Ђачка благодарност”[32]
- „Србин”[33]
- „Књига”[34]
- „Опомена за живот”[35]
- „Поређење”[36]
- „Мајци”[37]
- „Чежња за славом”[38]
- „Отаџбини”[39]
- „Над гробом своје миле мајке”[40]
- „Матерински језик”[41]
- „Пријатељство”[42]
- „Пјесма на колијевци”[43]
- „Дијете и лептир”[44]
- „Љубав к роду”[45]
- „Лењивцу”[46]
- „Неста блага, неста пријатеља”[47]
- „Знање”[48]
- „Поздрав Голубу”[49]
- „Црногорцу”[50]
- „Пјеснику Змају”[51]
- „Годишњица смрти моје предраге мајке”[52]
- „Царић”[53]
- „Пригодом двадесетпетогодошњице ослобођења Бара”[54]
- „Надмудрио цара”[55]
- „Поезија”[56]
- „Нада”[57]
- „Злотвор”[58]
- „Поносим се”[59]
- „Слобода”[60]
- „Већ је прошло пет вјекова”[61]
- „После распуста”[62]
- „Презирем”[63]
- „Искрице”[64]
- „Бранковој сјени”[65]
- „Искрице”[66]
- „Поздрав младом пјеснику”[67]
- „Учите дјецо”[68]
- „Знање”[69]
- „Пјевати ћу”[70]
- „Пријатељство”[71]
- „Братимство”[72]
- „Жеља”[73]
- „Азбука”[74]
- „Слога”[75]
- „Складујмо браћо”[76]
- „Радост пламаљећа”[77]

У „Голубу” су објављивани и његови пријеводи са италијанског језика:
- „Димњачар”[78]
- „Сијено”[79]

### Босанска вила
У сарајевском листу „Босанска вила” почео је да пише већ наредне 1892, тада једном од најугледнијих српских књижевних часописа, што му је отворило врата и за сарадњу у другим књижевним часописима у наредним годинама. У „Босанској вили” су му објављени:
- „Двије љубави”[80]
- „Плакао бих”[81]
- „Брат је мио, које вјере био”[82]
- „Отаџбини”[83]
- „Зашто пјевам?”[84]
- „Само слога Србина спасава”[85]
- „Слога”[86]
- „Роду”[87].

### Словански свет
У часопису „Словански свет“  (у преводу: Славјански свијет), који је излазио у Трсту и у Бечу,  уредник Франц Подгорник, славјанофилски и русофилски расположен, започео је интензивну сарадњу фебруара 1894, пјесмом „У ноћи“. Маја исте године у броју 9 (25. 5. 1894, стр. 168) објављена је родољубива пјесма „Видов-дан“. У овом часопису пјесме су му објављиване до 1898, увијек ћирилицом и на српском језику.

### Луча
У листу „Луча” су му објављене пјесме:
- „На те мислим...”[88]
- „Ја те волим само за то...”[89]